# Preston Sturges
Preston Sturges (* 29. August 1898 in Chicago, Illinois; † 6. August 1959 in New York; eigentlich Edmund Preston Biden) war ein US-amerikanischer Drehbuchautor und Regisseur. Bekannt wurde er vor allem als Regisseur von Screwball-Komödien wie Die Falschspielerin, Atemlos nach Florida und Sullivans Reisen. Für sein Drehbuch zu Der große McGinty wurde er 1941 mit dem Oscar in der Kategorie Bestes Originaldrehbuch ausgezeichnet.

## Leben
Sturges wurde als Sohn wohlhabender Eltern in Frankreich, Deutschland und der Schweiz erzogen. Bereits mit 16 wurde er Manager in einer Filiale der Kosmetikfirma seiner Mutter in Deauville. Mit dem Ausbruch des Krieges kehrte er nach Amerika zurück, wo er nach einer Zeit als Soldat wieder in das Unternehmen seiner Mutter einstieg. Unter anderem erfand er damals einen kussechten Lippenstift, der der Firma zu großen Gewinnen verhalf. Mitte der 1920er Jahre begann er, Drehbücher für Broadway-Shows zu schreiben, und hatte mit Strictly Dishonorable den größten Erfolg der Theatersaison 1929/30. Das Stück über ein ambitioniertes junges Mädchen wurde 1931 mit Sidney Fox und 1951 mit Janet Leigh verfilmt. Seine ersten Filmdrehbücher schrieb Sturges 1930 für zwei Paramount-Filme, die in den New Yorker Astoria Studios gedreht wurden: The Big Pond mit Claudette Colbert und Fast and Loose mit Miriam Hopkins und Carole Lombard. Nach einigen Broadwayflops schloss er 1933 einen lukrativen Vertrag als Drehbuchautor mit Universal ab und übersiedelte nach Hollywood. Er schrieb u. a. die Drehbücher für The Power and the Glory, einen Film der bereits 1933, also Jahre vor Citizen Kane, mit Voraus- und Rückblenden experimentierte, sowie für zwei Filme von Mitchell Leisen: die Screwball-Komödie Mein Leben in Luxus aus dem Jahr 1937 mit Jean Arthur und Ray Milland sowie Die unvergessliche Weihnachtsnacht, der 1940 mit Barbara Stanwyck und Fred MacMurray in den Hauptrollen in die Kinos kam.
1940 beschloss Sturges, selbst Regie zu führen, und erreichte dieses Ziel, indem er Paramount sein neuestes Skript für nur 10 Dollar überließ. Die Politsatire Der große McGinty wurde von der Kritik hochgelobt und brachte ihm den Oscar in der Kategorie Bestes Originaldrehbuch ein. Filme wie Die Falschspielerin, Sullivans Reisen, Atemlos nach Florida und Sensation in Morgan’s Creek etablierten Sturges als anerkannten Drehbuchautor und innovativen Regisseur. Die Filme aus Sturges Paramount-Phase zeichnen sich durch gestochene Dialoge, scharf beobachtete Szenen und einen mitunter respektlosen Witz aus, der gelegentlich auch ins Zynische geht. Er war dafür bekannt, ein festes Ensemble von Nebendarstellern zu beschäftigen, die immer wieder Rollen in seinen Produktionen übernahmen, allen voran William Demarest. Weitere Mitglieder der Gruppe waren u. a. Robert Warwick, Jimmy Conlin, Robert Greig, Franklin Pangborn, Georgia Caine, Arthur Hoyt, Torben Meyer und Victor Potel. Bei allem Erfolg geriet Sturges allerdings pausenlos mit den Studiobossen aneinander. Schließlich kam es mit dem Studio zum Streit über den 1942 gedrehte The Great Moment. In dieser Filmbiografie ist Joel McCrea als William Thomas Green Morton zu sehen, dem Wegbereiter des Einsatzes von Äther. Paramount brachte den Film ebenso wie die bereits abgedrehten Komödien Sensation in Morgan’s Creek und Heil dem siegreichen Helden erst etliche Monate später in die Kinos. Nachdem das Studio umfangreiche Schnitte an The Great Moment ohne das Einverständnis von Sturges vornahm, verließ dieser schließlich 1943 das Studio.
Sturges nahm ein Angebot von Howard Hughes an. Das Privileg größerer künstlerischer Freiheit erwies sich während der Arbeiten an Verrückter Mittwoch im Verlauf des Jahres 1947 als Problem: Sturges überzog Budget und Zeitplan, auch weil er seine künstlerischen Vorstellungen nicht mit denen des Hauptdarstellers Harold Lloyd in Übereinstimmung bringen konnte. Am Ende stand ein weiterer kommerzieller Flop. Nicht besser erging es ihm mit seinen beiden nächsten Filmen für 20th Century Fox: Sowohl die schwarze Komödie Die Ungetreue, die 1948 mit Rex Harrison und Linda Darnell in den Verleih kam, als auch die speziell für die Talente von Betty Grable zugeschnittene Westernkomödie The Beautiful Blonde from Bashful Bend fielen bei Kritik und Publikum gleichermaßen durch. Damit war die aktive Karriere von Preston Sturges beendet. Jahre später versuchte er in Frankreich, seine Karriere wiederzubeleben, aber sein letzter Film, Das Tagebuch des Mister Thompson, blieb 1955 ohne jede Resonanz.
Preston Sturges verstarb am 6. August 1959 nach einem Herzanfall im Algonquin Hotel. Dort schrieb er gerade an seiner Autobiographie, für die er ironischerweise den Titel The Events Leading Up To My Death (Die Ereignisse, die zu meinem Tode führen) vorgesehen hatte. Seine Witwe brachte das überarbeitete Manuskript 1990 unter dem Titel Preston Sturges by Preston Sturges als Buch heraus.

## Filmografie (Auswahl)

### Regie
- 1940: Der große McGinty (The Great McGinty) – auch Drehbuch
- 1940: Weihnachten im Juli (Christmas in July) – auch Drehbuch
- 1941: Die Falschspielerin (The Lady Eve) – auch Drehbuch
- 1941: Sullivans Reisen (Sullivan’s Travels) – auch Drehbuch und Produktion
- 1942: Atemlos nach Florida (The Palm Beach Story) – auch Drehbuch
- 1944: Sensation in Morgan’s Creek (The Miracle of Morgan’s Creek) – auch Drehbuch und Produktion
- 1944: Heil dem siegreichen Helden (Hail the Conquering Hero) – auch Drehbuch und Produktion
- 1944: The Great Moment – auch Drehbuch und Produktion
- 1947: Verrückter Mittwoch (Mad Wednesday) – auch Drehbuch und Produktion
- 1948: Die Ungetreue (Unfaithfully Yours) – auch Drehbuch und Produktion
- 1949: The Beautiful Blonde from Bashful Bend – auch Drehbuch und Produktion
- 1955: Das Tagebuch des Mister Thompson (Les Carnets du Major Thompson) – auch Drehbuch

### Drehbuch
- 1930: The Big Pond
- 1930: Fast and Loose
- 1933: The Power and the Glory
- 1934: Prinzessin für 30 Tage (Thirty-Day Princess)
- 1934: We Live Again
- 1935: Die Fee (The Good Fairy)
- 1935: Diamanten-Jim (Diamond Jim)
- 1937: Hotel Haywire
- 1937: Mein Leben in Luxus (Easy Living)
- 1938: Port of Seven Seas
- 1938: Wenn ich König wär (If I Were King)
- 1939: Never Say Die
- 1940: Die unvergessliche Weihnachtsnacht (Remember the Night)
- 1958: Der Babysitter (Rock-A-Bye Baby)

### Produzent
- 1942: Meine Frau, die Hexe (I Married a Witch) – gemeinsam mit René Clair

## Auszeichnungen
Oscar/Bestes Originaldrehbuch
- Oscarverleihung 1941: gewonnen für  Der große McGinty
- Oscarverleihung 1945: jeweils eine Nominierung für Sensation am Morgan's Creek und für Heil dem siegreichen Helden
- Laurel-Award 1975: postum verliehen

## Filmdokumentationen
- Preston Sturges – Porträt eines Hollywood-Regisseurs. Deutsche TV-Dokumentation von Hans C. Blumenberg aus dem Jahr 1970